# Tinanding
Tinanding is een bestuurslaag in het regentschap Grobogan van de provincie Midden-Java, Indonesië. Tinanding telt 1887 inwoners (volkstelling 2010).